# JackBoys
A Jackboys egy amerikai lemezkiadó, a Cactus Jack Records által kiadott közreműködői válogatásalbum, melyet Jackboys néven jelentettek meg, a Travis Scott nevével fémjelzett amerikai rapper és énekes vezetésével. A lemez a Cactus Jack Records és az Epic Records együttes kiadásában jelent meg 2019. december 27-én. Az album vendégfellépői Rosalía, Lil Baby, Sheck Wes, Don Toliver, Quavo, Offset, Young Thug és Pop Smoke. A Jackboys egy hiphopkollektíva, amely Scott Cactus Jack impresszumához szerződött rapperekből áll, köztük maga Scott, Wes, Toliver, Luxury Tax 50 és Scott DJ-je, Chase B. Az album bemutatkozása után a Jackboys az Amerikai Billboard 200-as listán nyitott az élen 2020. január 11-én, ezzel az évtized első számú albumává vált. Ez volt Scott harmadik olyan albuma, ami az élen nyitott a listán, miután a harmadik stúdióalbuma, az Astroworld (2018) is.

## Az album háttere és megjelenése
2017 márciusában Scott bejelentette, hogy saját kiadót indít, a Cactus Jack Records nevén. Egy interjúban Scott azt mondta: "Nem azért csinálom, hogy pénzügyi ellenőrzést szerezzenek a zenéim felett. Elsősorban azért akarok más művészeknek segíteni, új neveket indítani, lehetőségeket teremteni. Meg akarom nekik adni azt, ami velem történt, de jobban." 2017 szeptemberében a társa, az amerikai rapper, Smokepurpp aláírt a kiadóhoz, de később, 2019-ben távozott. 2018 februárjában a kiadó Sheck Wes-szel kötött közös szerződést az Interscope Records és a GOOD Music kiadóval. Augusztusban Don Toliver írt alá a kiadóhoz. Scott harmadik stúdióalbuma, az Astroworld (2018) megjelenése után Wes és Toliver népszerűségnek kezdett örvendeni, miután felbukkantak az albumon. Wes 2017 júniusi kislemeze, a "Mo Bamba", vált vírussá 2018-ban, míg Toliver 2019 májusi kislemeze, a "No Idea", ugyanebben az évben vált népszerűvé a TikTok alkalmazásban. Wes és Toliver mindketten segítettek Scott-nak az Astroworld albumon, Wes együttműködött a Juice Wrld amerikai rapperrel a "No Bystanders" című számban, míg Toliver a "Can't Say" című számban vett részt. 2019. november 29-én Scott JackBoys márkájú termékeket jelentetett meg a weboldalán, köztük egy digitális album előrendelést 10 dollárért. December 24-én Scott a Twitteren bejelentette, hogy az album a héten belül megjelenik. December 26-án, az album megjelenése előtti napon kikerült a borító és a megjelenés dátuma, és a szám címei kiszivárogtak a Shazam oldalán.

### Kislemezek
Az album vezető kislemeze, a "Had Enough", melyet Don Toliver amerikai rapper és énekes előad, és melyben Quavo és Offset, a Migos hip hop trió amerikai rapperei közreműködnek, 2019. december 27-én jelent meg az albummal együtt. Scott 2019-es "Highest in the Room" című dalának remixe, melyben a spanyol énekesnő, Rosalía és az amerikai rapper, Lil Baby közreműködik, január 7-én lett elérhető az olasz kortárs sláger rádiókban második kislemezként. A harmadik és utolsó kislemez, az "Out West", amit a JackBoys és Scott ad elő, és amiben közreműködik a Young Thug amerikai rapper, február 18-án került a ritmikus kortárs rádiókhoz.

## Kereskedelmi teljesítmény
A "JackBoys" az Amerikai Billboard 200-as listán az első helyen debütált 154 000 albumegyenértékű egységgel, amiből 79 000 volt tiszta albumeladás. Második héten az album a negyedik helyre csúszott vissza a listán, 47 000 albumegyenértékű egységet elérve. Harmadik héten az album a hetedik helyre csökkent a listán, további 38 000 egységet érve el abban a héten. Az összes dal az albumon debütált az Amerikai Billboard Hot 100-as listán a címadó számon kívül.

## Zeneszámok felsorolása
| Jackboys | Jackboys                                                                  | Jackboys                                                                                   | Jackboys | Jackboys | Jackboys | Jackboys | Jackboys | Jackboys | Jackboys |
|          | Cím                                                                       | Szerző(k)                                                                                  | Hossz    |          |          |          |          |          |          |
| -------- | ------------------------------------------------------------------------- | ------------------------------------------------------------------------------------------ | -------- | -------- | -------- | -------- | -------- | -------- | -------- |
| 1.       | Highest in the Room (Remix) (Travis Scott featuring Rosalía and Lil Baby) | Jacques Webster II Rosalía Tobella Dominique Jones Michael Dean Ozan Yildirim Nik Frascona | 4:04     |          |          |          |          |          |          |
| 2.       | JackBoys (JackBoys)                                                       | Webster Dean Ebony Oshunrinde                                                              | 0:46     |          |          |          |          |          |          |
| 3.       | Gang Gang (JackBoys and Sheck Wes)                                        | Khadimou Fall Caleb Toliver Webster Lawrence Taylor Oshunrinde Ugur Tig                    | 4:04     |          |          |          |          |          |          |
| 4.       | Had Enough (Don Toliver featuring Quavo and Offset)                       | Toliver Quavious Marshall Kiari Cephus Bryan Simmons Leon Michels Dean                     | 2:37     |          |          |          |          |          |          |
| 5.       | Out West (featuring Young Thug)                                           | Webster Jeffery Williams Tyron Douglas Jason Baker                                         | 2:37     |          |          |          |          |          |          |
| 6.       | What to Do? (featuring Don Toliver)                                       | Webster Toliver Fall Dean James Cyr Julius-Alexander Brown Niv Kalisky Sarah Schachner     | 4:10     |          |          |          |          |          |          |
| 7.       | Gatti (with Pop Smoke)                                                    | Bashar Jackson Webster Andre Loblack Manalla Yusuf Dean Petr Klapka                        | 3:01     |          |          |          |          |          |          |
| 21:19    |                                                                           |                                                                                            |          |          |          |          |          |          |          |

### Feldolgozott dalok
- A "Gang Gang" tartalmaz interpolációkat a "Win" című számból, melyet Johnny McKinzie, Kendrick Duckworth, Matthew Samuels, Anderson Hernandez, Elmer Bernstein és Corey Thompson írt, és Jay Rock adta elő.
- A "Had Enough" tartalmaz elemeket a "Summer" című számból, melyet Beyoncé Knowles, Shawn Carter, Marcello Valenzano, Andre Christopher Lyon, Leon Michels, Homer Steinweiss, Thomas Brenneck, Mike Herard és James Fauntleroy II írt, és a The Carters adott elő.
- A "Gatti" tartalmaz egy mintát a "Slunečnice Pro Vincenta Van Gogha" című számból, melyet Petr Klapka írt, és a Mahagon adott elő.

## Közreműködők
- David Rodriguez – felvétel (1. szám)
- Travis Scott – felvétel (3., 5., 6. számok)
- Rob Bisel – felvétel (3., 6. számok)
- Flo – felvétel (5. szám)
- Derek Anderson – felvétel (6. szám)
- Nate Alford – felvétel (7. szám)
- Colton Eatmon – mérnöki munka (4. szám)
- Trevor Coulter – mérnöki munka (4. szám)
- Jon Sher – mérnöki asszisztens (1., 3. számok)
- Josh Harris – mérnöki asszisztens (1. szám)
- Sean Solymar – mérnöki asszisztens (1., 7. számok)
- Jimmy Cash – mérnöki asszisztens (1., 7. számok), felvétel (3. szám)
- Shawn Morenberg – mérnöki asszisztens (4. szám)
- Harmony Korine – borító (minden szám)
- Mike Dean – keverés (minden szám), maszterelés (minden szám)